# Francesc Camps i Ribera
Francesc Camps i Ribera (Barcelona, 1895 – 28 d'agost de 1991) fou un pintor català.

## Biografia
Estudià a l'escola de la Llotja de Barcelona i després a l'Escola de Belles Arts de Barcelona, on fou deixeble d'Isidre Nonell, Manuel Ainaud i Sánchez i Josep Dalmau i Rafel, i després treballà com a ceramista als Estudis Concurny. La seva pintura era inicialment realista i evolucionà cap al surrealisme i l'expressionisme, fent també collages figuratius i abstractes.
Membre de la Generació del 1917, va exposar per primer cop el 1915 a l'Ateneu dels Treballadors. Formà part des de 1919 del grup avantguardista Nou Ambient, que seguia el model marcat per un altre grup de la mateixa generació, els evolucionistes, seguidors de Paul Cézanne. El 1922 va participar a Madrid en una exposició col·lectiva del grup Nou Ambient, però el 1925 va exposar individualment a les Galeries Dalmau.
En acabar la guerra civil espanyola marxà cap a França i el 1939 s'establí a Mèxic, on aconseguí l'abril de 1940 exposar a la Casa de la Cultura Espanyola. Amb altres pintors espanyols exiliats organitzà el Círculo de Bellas Artes el 1945. Després es dedicà a la restauració de quadres, va fer escultures, estudià l'art mexicà i exercí la docència a l'Escuela Nacional de Artes Plásticas, on va formar tota una generació d'artistes mexicans. També va exposar al Centre català de Nova York, a la Universitat de Toronto i al Club de France de París. El 1980 va tornar a Barcelona. La seva obra forma part de col·leccions a la Ciutadella de Barcelona i al Museu d'Art Contemporani de Mèxic DF.

## Obres
- Retrat d'Elisa (1933)
- Olis de col·leccions privades
- Nena amb nina (1929)
- La pedrera (1923)